# Cusset
Cusset – miejscowość i gmina we Francji, w regionie Owernia-Rodan-Alpy, w departamencie Allier.

## Demografia
Według danych na rok 1990 gminę zamieszkiwało 13 567 osób, a gęstość zaludnienia wynosiła 425 osób/km². W styczniu 2015 r. Cusset zamieszkiwało 14 061 osób, przy gęstości zaludnienia wynoszącej 440,5 osób/km².